# Kolazhy
Kolazhy è una suddivisione dell'India, classificata come census town, di 8.445 abitanti, situata nel distretto di Thrissur, nello stato federato del Kerala. In base al numero di abitanti la città rientra nella classe V (da 5.000 a 9.999 persone).

## Geografia fisica
La città è situata a 10° 33' 45 N e 76° 13' 39 E.

## Società

### Evoluzione demografica
Al censimento del 2001 la popolazione di Kolazhy assommava a 8.445 persone, delle quali 4.103 maschi e 4.342 femmine. I bambini di età inferiore o uguale ai sei anni assommavano a 838, dei quali 434 maschi e 404 femmine. Infine, coloro che erano in grado di saper almeno leggere e scrivere erano 7.185, dei quali 3.520 maschi e 3.665 femmine.